# 천생연분 (2004년 드라마)
《천생연분》은 2004년 1월 1일부터 2004년 2월 19일까지 방영된 문화방송 수목 미니시리즈이다.

## 줄거리
승무원으로 일하고 있는 35살 골드미스 종희와 여자는 일단 어리고 봐야 한다는 생각을 가진 바람둥이 석구의 로맨스를 그린 드라마다.

## 등장 인물

### 주요 인물
- 안재욱 : 김석구 역
- 황신혜 : 황종희 역
- 오승현 : 고은비 역
- 권오중 : 황종혁 역

### 주변 인물
- 최상학 : 복제동 역
- 이주현 : 장상현 역
- 조미령 : 조안나 역
- 손여은 : 남정란 역
- 김명국 : 남두일 역

### 그 외 인물
- 유열 : 강승완 역
- 박시은 : 김재선 역
- 박정수 : 종희의 어머니 역
- 금보라 : 석구의 어머니 역
- 김인문 : 석구의 아버지 역
- 김혜선 : 석구의 누나 역